# Lithobates okaloosae
Lithobates okaloosae är en groddjursart som först beskrevs av Paul Moler 1985.  Lithobates okaloosae ingår i släktet Lithobates och familjen egentliga grodor. IUCN kategoriserar arten globalt som sårbar. Inga underarter finns listade i Catalogue of Life.